# Севастьянова Світлана Олексіївна
Світлана Олексіївна Севастьянова (нар. 19 червня 1931 — пом. 7 серпня 1999) — радянська і російська тенісистка, тренер з тенісу. Майстер спорту СРСР, заслужений тренер СРСР.

## Біографія
Народилася в 1931 році. У теніс почала грати в 1946 році в Москві під керівництвом тренера М. К. Каракаш. Бронзовий призер чемпіонату СРСР (1953) в парному розряді. Чемпіонка Москви (1962-1963, зима) в парному розряді. Чемпіонка ВЦРПС (1954) в міксті. Переможниця Всесоюзних зимових змагань (1954) в парному розряді. Чемпіонка СРСР (1948) в команді дівчат Москви. Чемпіонка Москви (1948) в одиночній і парному розрядах серед дівчат старшого віку.
У 1962 році виконала норматив на звання майстра спорту СРСР.
Протягом багатьох років займалася тренерською діяльністю. Старший тренер московського ДСТ « Динамо» в 1961-1988 рр. З 1990 року - старший тренер тенісного відділення СДЮШОР №24 в Москві. Тренер збірної СРСР з тенісу в 1968 р У 1960-1980-х роках - член Всесоюзного тренерської ради Федерації тенісу СРСР .
Серед підопічних Світлани Олексіївни - Н. Рева, Ю. Сальникова, Н. Чмирьова, Г. Бакшеєва, Т. Чалко, М. Чувиріна .
За підготовку видатних спортсменів їй було присвоєно почесні звання «Заслужений тренер РРФСР» (1975) і «Заслужений тренер СРСР» (1991).
Померла в 1999 році. Похована на Ваганьковському кладовищі в Москві .

### Родина
Чоловік - Ю. А. Чмирьов , тенісист і заслужений тренер РРФСР . Донька - Н. Ю. Чмирьова, також тенісистка, заслужений майстер спорту СРСР.